# Martin Honecker (Philosoph)
Martin Honecker  (* 9. Juni 1888 in Bonn; † 20. Oktober 1941 in Freiburg im Breisgau) war ein deutscher Psychologe und Philosoph.

## Leben
Als Sohn eines Kaufmanns studierte er an der Rheinischen Friedrich-Wilhelms-Universität Bonn  und der Ludwig-Maximilians-Universität München u. a. bei Adolf Dyroff. 1914 wurde Honecker mit dem Thema Die Rechtsphilosophie des Alessandro Turamini promoviert. Als Soldat im Ersten Weltkrieg kam er nach französischer Kriegsgefangenschaft in die Schweizer Internierung.
Noch während der Internierung begann er seine Habilitationsschrift Gegenstandslogik und Denklogik, mit der er sich an der Universität Bonn 1921 habilitierte. 1924 übernahm er den Lehrstuhl von Josef Geyser in Freiburg im Breisgau als ordentlicher Professor.
Er war von 1925 bis 1929 in der Stellung eines Generalsekretärs der Görres-Stiftung. Von 1925 bis 1926 gab er mit anderen die Vierteljahresschrift für wissenschaftliche Pädagogik heraus, ebenso die Forschungen zur Geschichte der Philosophie der Neuzeit und ab 1930 die Philosophische Handbibliothek.
Während des Zweiten Weltkrieges hatte er die Dienststellung eines Heerespsychologen beim Generalkommando V in Stuttgart inne.
Sein Sohn Raimund Honecker ist emeritierter Atomphysiker an der RWTH Aachen.

## Werke
- Die Staatsphilosophie des Sebastian Fox Morcillo, 1914
- Das Denken. Versuch einer gemeinverständlichen Gesamtdarstellung, 1925
- Synthesen in der Philosophie der Gegenwart,  Festgabe Adolf Dyroff zum 60. Geburtstag. Schroeder, Bonn 1926, mit Erich Feldmann
- Logik. Eine Systematik der logischen Probleme, 1927, 1942
- Gegenstandslogik und Denklogik. Vorschlag zu einer Neugestaltung der Logik., 1928
- Die Probleme der Wertungspsychologie, in: Philosophia Perennis. Abhandlungen zu ihrer Vergangenheit und Gegenwart. Festschrift, Josef Geyser zum 60. Geburtstag. Hrsg. von Fritz-Joachim von Rintelen, Bd. 1, Regensburg 1930
- Jahresbericht der Görres-Gesellschaft 1928/1929, 1930
- Nikolaus von Cues und die griechische Sprache, Heidelberg: Carl Winter, 1938

Eine Übersicht über Schriften und Werke: https://www.ub.uni-freiburg.de/fileadmin/ub/referate/02/honeck02.htm